# ماكس (لاعب كرة قدم مواليد 1987)
ماكس هو لاعب كرة قدم برازيلي في مركز الدفاع، ولد في 7 أغسطس 1987 في بيرديس في البرازيل. لعب مع أتلتيكو مينيرو.

## وصلات خارجية
- ماكس (لاعب كرة قدم مواليد 1987) على موقع Soccerway.com (الإنجليزية)